# Alfabeto catalán
El alfabeto catalán/valenciano deriva del alfabeto latino, al que se le incluyen algunos signos diacríticos. Consta de 26 letras (la [ç] es la letra c con cedilla), algunas de las cuales (k,w) sólo se emplean en los extranjerismos:
| Letra   | Nombre catalán | Nombre valenciano   | Pronunciación      | Observaciones |
| ------- | -------------- | ------------------- | ------------------ | --- |
| A a     | a              | a                   | [ä], [ə]           | Con las variaciones Àà |
| B b     | be o be alta   | be o be alta        | [b], [β], [p]      | |
| C c     | ce             | ce                  | [k], [s], [g]      | |
| Ç ç     | ce trencada    | ce trencada         | [s]                | Variante de la letra c, no puede ir seguida de e o i. El signo procede de la z visigoda.                                            |
| D d     | de             | de                  | [d], [ð], [t]      | |
| E e     | e              | e                   | [ε], [e], [ə]      | Con las variaciones Éé Èè |
| F f     | efa            | efe o ef            | [f], [v]           | |
| G g     | ge             | ge                  | [g], [γ], [ʒ], [k] | |
| H h     | hac            | hac                 | Muda o [h]         | |
| I i     | i              | i                   | [i], [j]           | Con las variaciones Íí Ïï |
| J j     | jota           | jota                | [ʒ]                | |
| K k     | ca             | ca                  | [k]                | Solo en palabras de origen extranjero.                                                                                              |
| L l     | ela            | ele o el            | [ɫ]                | |
| L·L l·l | ela geminada   | ele (o el) geminada | [ɫɫ]               | Signo empleado para representar la ele doble distinguiéndola del dígrafo ll. Nunca puede estar al principio o final de una palabra. |
| M m     | ema            | eme o em            | [m], [ɱ]           | |
| N n     | ena            | ene o en            | [n], [ŋ], [ɱ]      | |
| O o     | o              | o                   | [ɔ], [o], [u]      | Con las variaciones Óó Òò |
| P p     | pe             | pe                  | [p], [b]           | |
| Q q     | cu             | cu                  | [k]                | Siempre va seguida de u. |
| R r     | erra           | erre o er           | [r], [ɾ]           | |
| S s     | essa           | esse o es           | [s], [z]           | |
| T t     | te             | te                  | [t], [d]           | |
| U u     | u              | u                   | [u], [w]           | Con las variaciones Úú Üü |
| V v     | ve o ve baixa  | ve o ve baixa       | [b], [β], [v]      | |
| W w     | ve doble       | ve doble            | [b]                | Solo en palabras de origen extranjero                                                                                               |
| X x     | ics o xeix     | ics o xeix          | [ʃ], [ks], [gz]    | |
| Y y     | i grega        | i grega             | [i], [j]           | Solo en el dígrafo ny, y palabras de origen extranjero.                                                                             |
| Z z     | zeta           | zeta                | [z]                | |

## Signos diacríticos
La lengua catalana usa los siguientes signos diacríticos:
- acento grave (`): indica que la sílaba se pronuncia con mayor intensidad, y que las vocales e, o son abiertas.
- acento agudo (´): indica que la sílaba se pronuncia con mayor intensidad, y que las vocales e, o son cerradas.
- diéresis (¨): se usa para indicar que la «u» de los grupos güe, güi, qüe, qüi tiene sonido, y además para indicar un hiato, aunque esta regla está sujeta a excepciones.
- cedilla (¸ ): se usa para indicar que la letra c se pronuncia como [s] en lugar de [k].

## Dígrafos
El catalán además tiene dígrafos que representan un sonido:
- «Ny»: el mismo sonido que la ñ ([ɲ]).
- Consonantes dobles: «ll» ele palatal [ʎ], «rr» erre vibrante [r], «ss» ese sorda [s].
- Con una u muda seguida de e o i: «gu» [g] o [γ], «qu» [k] (ambos igual que en español).
- Con una i: «ig» después de vocal al final de la palabra [t͡ʃ], «ix» intervocálico o después de vocal al final de la palabra [ʃ] o [ʒ]
- Sonidos africados con una t: «tg» o «tj» [d͡ʒ], «tx» [t͡ʃ], «tz» [d͡z]

Ortográficamente los pares «rr», «ss» y «ix» se separan en sílabas diferentes, además de la ele geminada «l·l».